# Ludvig Lorenz

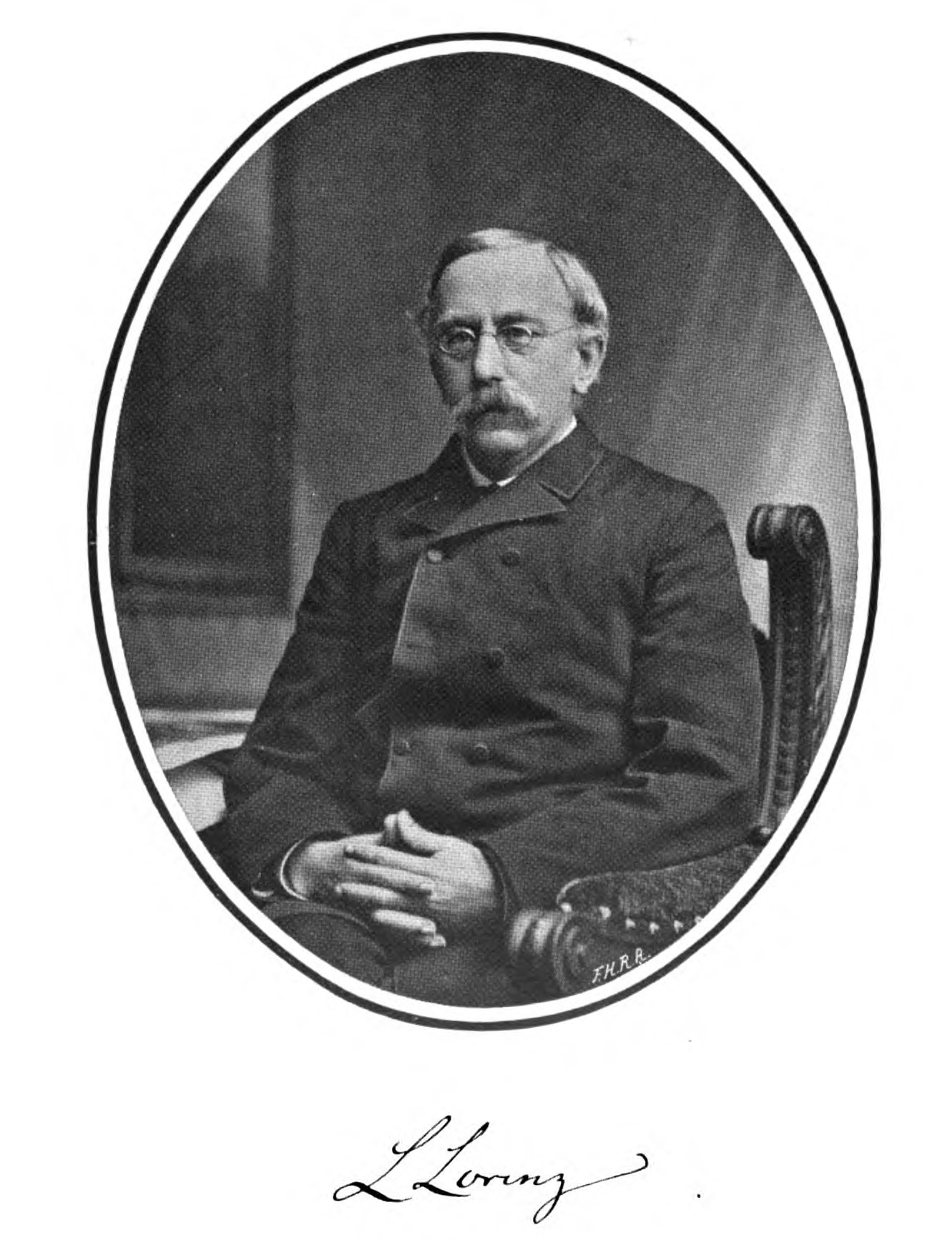
Ludvig Valentin Lorenz

Ludvig Valentin Lorenz (* 18. Januar 1829 in Helsingør; † 9. Juni 1891 in Frederiksberg) war ein dänischer Physiker. Nach ihm ist die Lorenz-Mie-Theorie, die Lorenz-Eichung und die Lorenz-Zahl benannt. Unabhängig von Maxwell gab er die Gleichungen für elektromagnetische Wellen und Licht an.
Er ist zu unterscheiden von Hendrik Lorentz (1853 – 1928), einem der Wegbereiter der Relativitätstheorie, von dem ebenfalls wichtige Beiträge zur Elektrodynamik stammen. Die Lorenz-Eichung wurde lange Zeit Hendrik Lorentz zugeschrieben. Bei der Verwechslung spielte wohl die Namensähnlichkeit eine Rolle.

## Werke
- Ludvig V. Lorenz: Die Theorie des Lichtes I. In: Ann. Phys.Chem. 18, 1863, S. 111–145 (Online)
- Ludvig V. Lorenz: Über die Identität der Schwingungen des Lichtes mit den elektrischen Strömen. In: Poggendorffs Annalen der Physik. 131, 1867, S. 243–263 (Online).
- Ludvig Lorenz: Lysbevaegelsen i og uden for en af plane Lysbolger belyst Kugle. In: Det Kongelige Danske Videnskabernes Selskabs Skrifter. 6. Raekke, 6. Bind, 1890, 1 , S. 1–62.
- Ludvig Lorenz: Sur la lumière réfléchie et réfractée par une sphère (surface) transparente. In: Œuvres scientifiques de L. Lorenz, revues et annotées par H. Valentiner. Tome Premier, Libraire Lehmann & Stage, Kopenhagen, 1898, S. 403–529.